# Jandrain-Jandrenouille
Jandrain-Jandrenouille is een plaats in de Belgische provincie Waals-Brabant en een deelgemeente van Orp-Jauche. De deelgemeente telt ongeveer 1000 inwoners en bestaat uit de dorpen Jandrain en Jandrenouille.

## Geschiedenis
Op het eind van het ancien régime werden Jandrain en Jandrenouille beide een gemeente. Bij keizerlijk decreet van 1812 werd beide gemeenten al opgeheven en samengevoegd in Jandrain-Jandrenouille.
In 1977 werd Jandrain-Jandrenouille een deelgemeente van Orp-Jauche.
Jandrain is bekend als archeologische vindplaats van neolitische vuursteenmijnen. Er werden meerdere ontginningsputten blootgelegd van voorhistorische silexmijnen van ongeveer 5000 jaar v.Chr. waar de vuursteen verwerkt werd tot bijlen en messen.

## Demografische ontwikkeling
- Bronnen:NIS, Opm:1831 tot en met 1970=volkstellingen, 1976= inwonersaantal op 31 december

## Bezienswaardigheden
- De Église Saint-Pierre in Jandrain
- De Église Saint-Thibaut in Jandrenouille

## Galerij

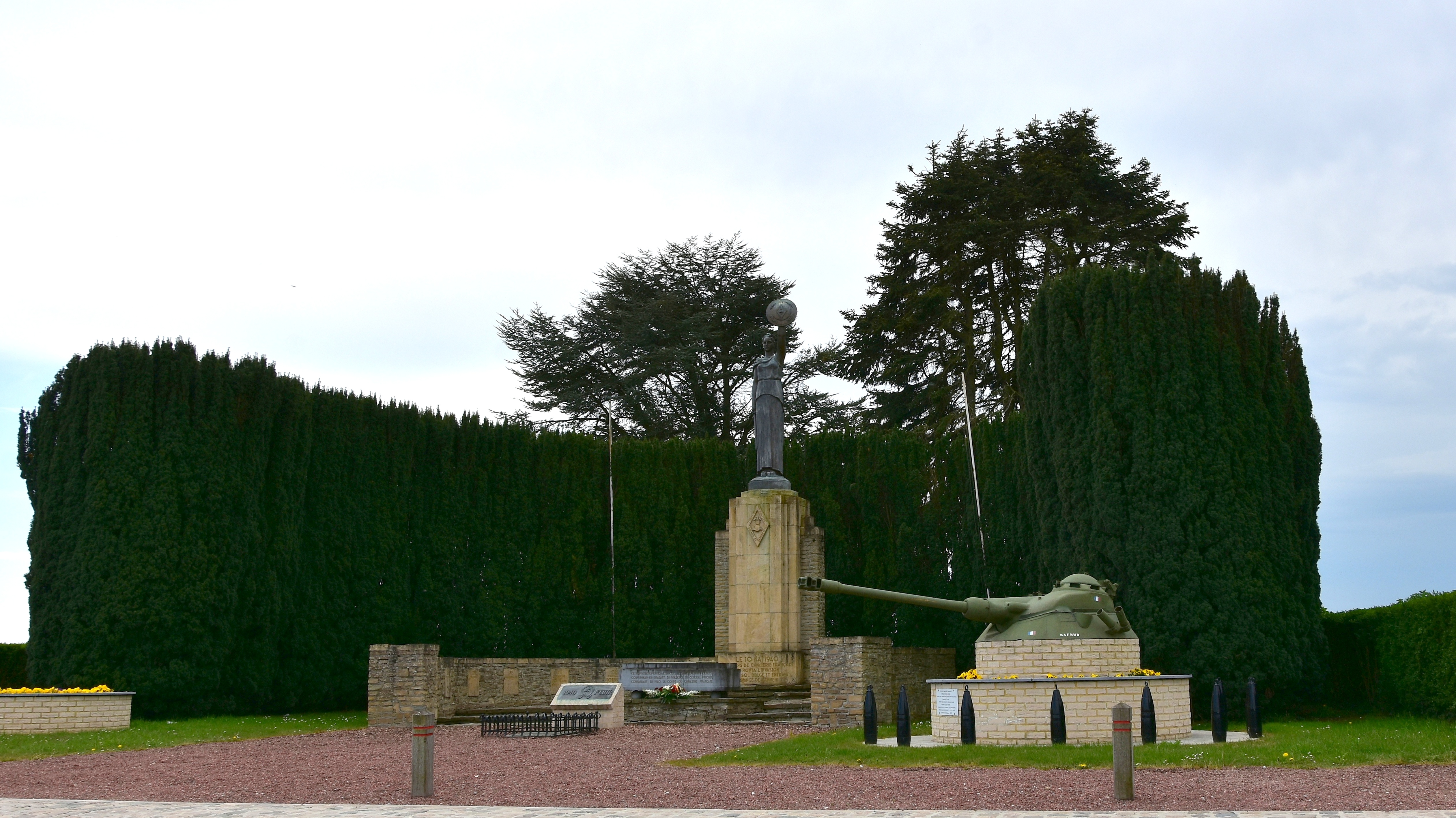
Gedenkplaats voor de Franse cavalerie die hier in 1940 weerstand bood
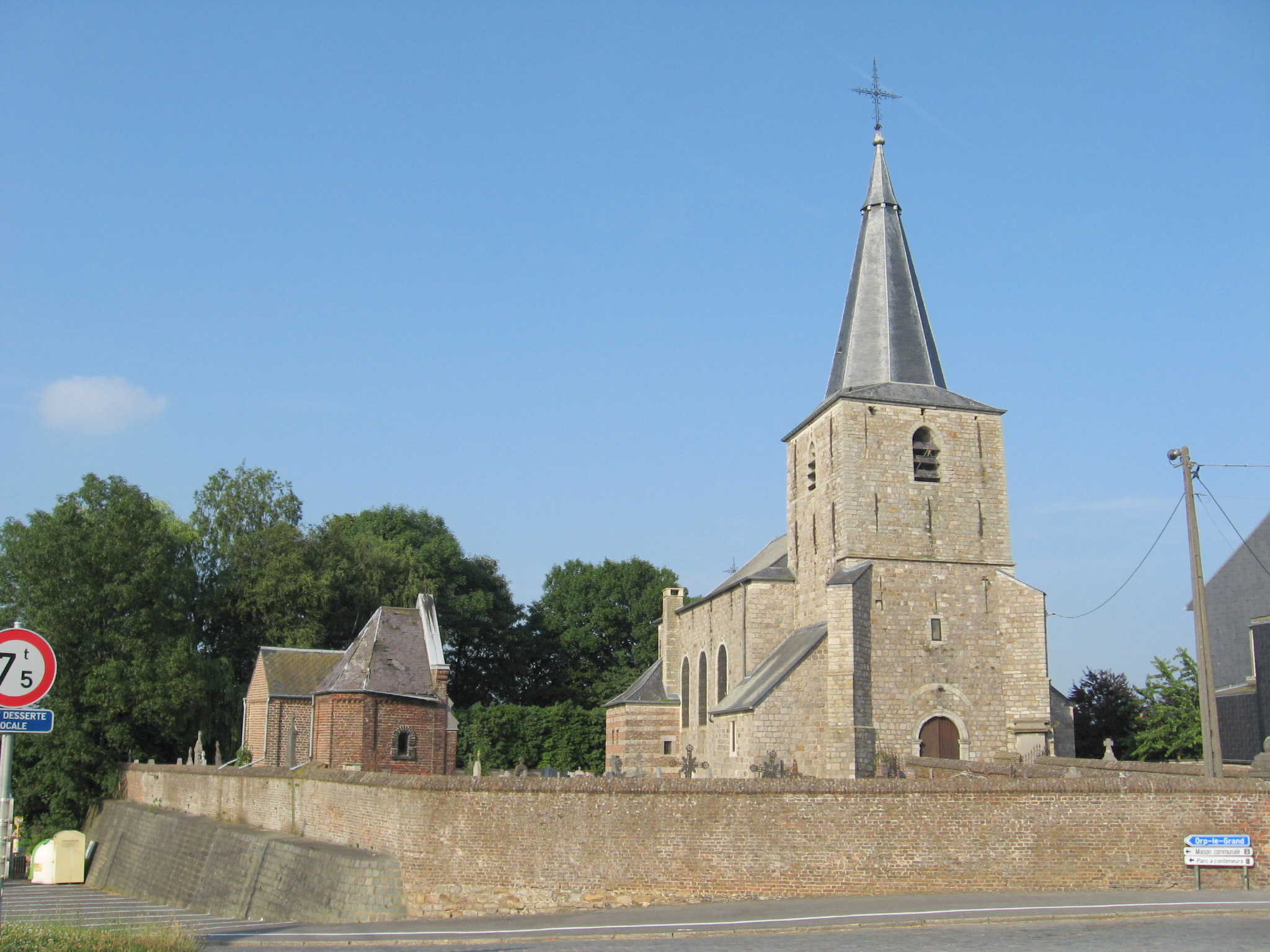
Sint-Pieterskerk van Jandrain
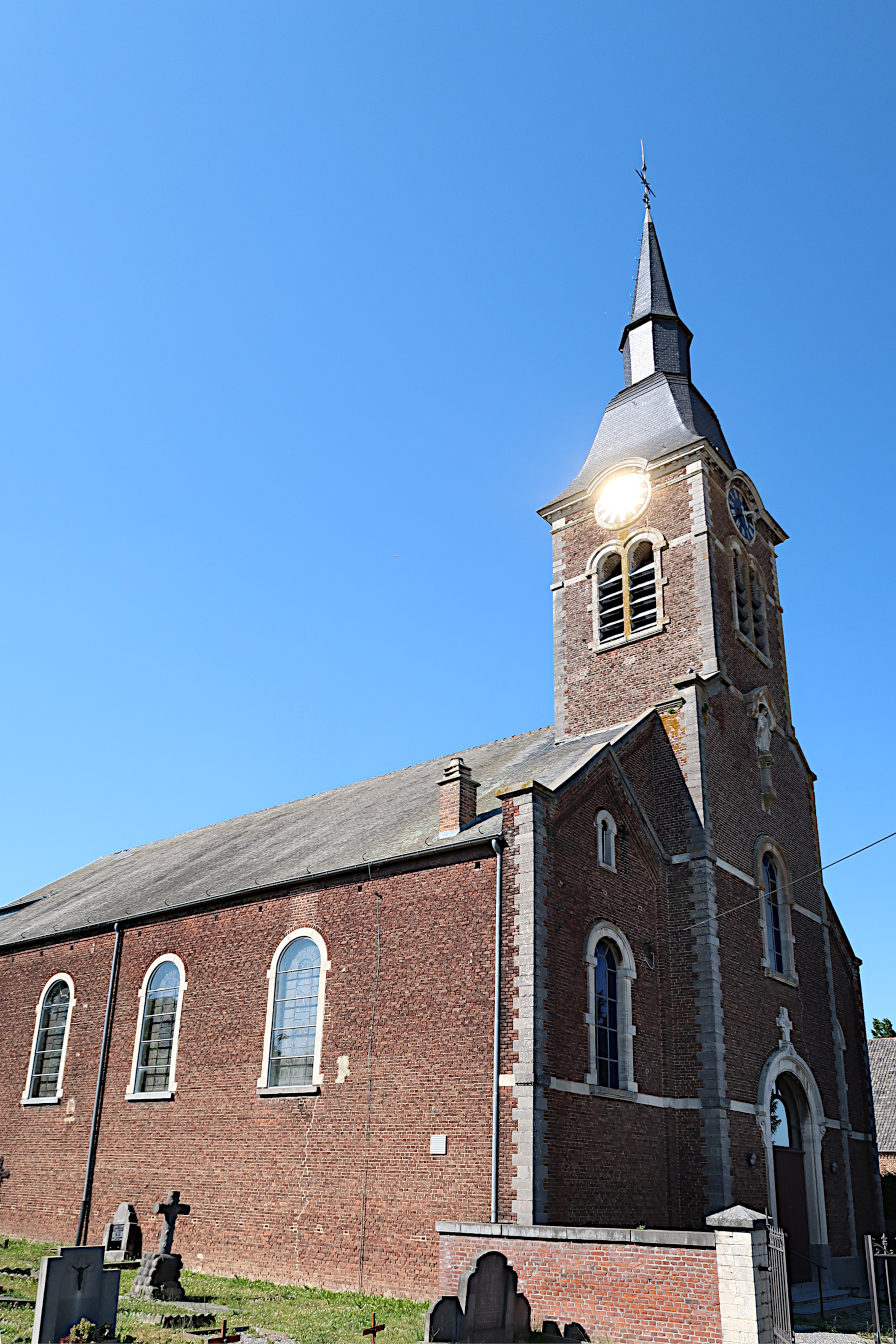
Kerk Saint-Thibaut Jandrenouille
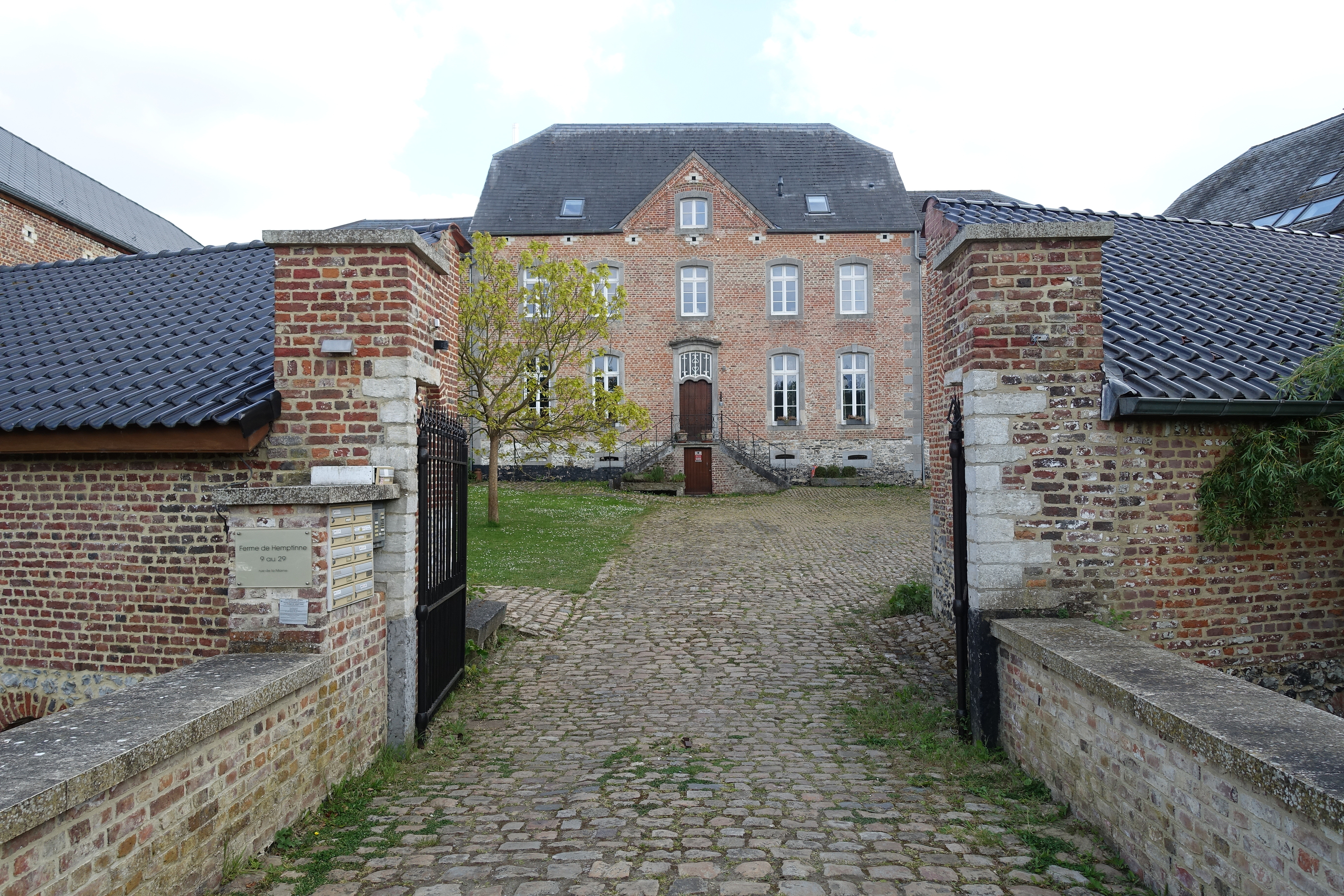
Hoeve met voormalige watermolen van Hemptinne (Jauche-la-Marne)
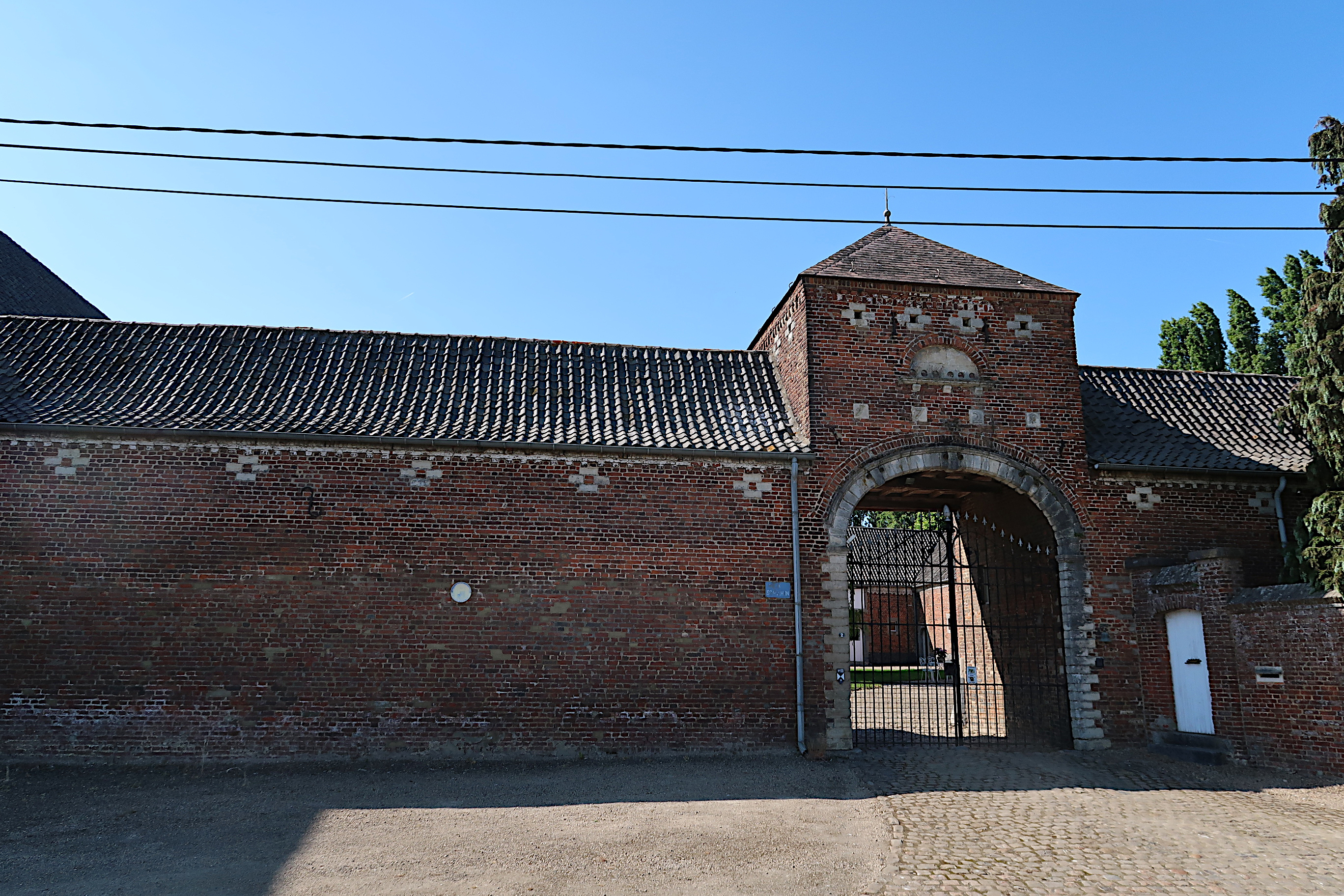
Hoeve Hiquet Jandrenouille

Deelgemeenten: Énines · Folx-les-Caves · Geten · Jandrain-Jandrenouille · Marilles · Noduwez · Orp-le-Grand

Overige plaatsen: Jandrain · Jandrenouille

Belgische gemeenten · Arrondissement Nijvel · Waals-Brabant · Wallonië